# 第64回日本レコード大賞
第64回日本レコード大賞（だい64かいにほんレコードたいしょう）は、日本作曲家協会が主催する64回目の日本レコード大賞。2022年（令和4年）12月30日に新国立劇場中劇場で発表音楽会が開催された。
発表音楽会の模様はTBSテレビ・TBSラジオをキーステーションに全国で放送された。
ノミネートおよび各賞発表は、11月15日に主催者から発表された。また、2019年（第61回）以来3年ぶりに一般観覧が実施された。

## 概要
- 第64回の日本レコード大賞は、男女混合4人組バンドのSEKAI NO OWARIが歌唱した「Habit」に決定した。SEKAI NO OWARIは初の受賞で、ユニバーサル ミュージック ジャパンの所属歌手のレコード大賞受賞は初だが、前身のポリドール・日本フォノグラム・東芝EMI時代を含めると第35回の香西かおり（『無言坂』で受賞）以来29年ぶり通算9回目のことである。プレゼンターは前年に引き続き、総合司会の安住紳一郎が担当した。
- 最優秀新人賞は田中あいみが受賞した。演歌・歌謡曲系統では2020年の真田ナオキ以来2年ぶり、また女性ソロ歌手では2014年の西内まりや以来8年ぶりのことである。プレゼンターはやはり総合司会の有村架純が担当した。
- 今回は各賞のノミネートに、坂道シリーズ・AKB48グループといった秋元康がプロデュースする女性アイドルグループが13年ぶりに1組も選出されず（ただし2009年はAKB48が総合プロデューサーの秋元康とともに特別賞を受賞）、AKB48の向井地美音らメンバーが自身の公式Twitter上でファンに謝罪コメントを出した[5]。
- 大賞ノミネート作品のうち配信限定シングルは4作品で、2020年（第62回）に並んで多い。CDリリースされた作品においてもストリーミング成績やミュージックビデオの話題性を意識した選出となった[6]。

## 放送時間

### テレビ放送
- 17:30 - 22:00（JNN28局ネット）

### ラジオ放送
- 18:00 - 22:00（JRNネット）
同時ネット: TBSラジオ（中継制作局）、CBCラジオ
19:00飛び乗り: HBCラジオ、北陸放送、福井放送、大分放送、RBCiラジオ

## 出演者

### 総合司会
- 安住紳一郎（TBSアナウンサー）[4]
- 有村架純[4]

### リポーター
- 江藤愛（TBSアナウンサー）

### ラジオ中継進行
- 赤荻歩（TBSアナウンサー）[7]

### ナレーション
- ジョン・カビラ

## 受賞作品・受賞者一覧

### 日本レコード大賞
- SEKAI NO OWARI「Habit」
  - 歌手・編曲・プロデューサー：SEKAI NO OWARI
  - 作曲：Nakajin
  - 作詞：Fukase
  - レコード会社：ユニバーサル ミュージック合同会社
  - 所属事務所：TOKYO FANTASY

### 優秀作品賞（大賞ノミネート作品）
- 純烈「君を奪い去りたい」
- NiziU「CLAP CLAP」
- 氷川きよし「甲州路」
- wacci「恋だろ」
- Ado「新時代」[注釈 1]
- Da-iCE「スターマイン」
- Mrs. GREEN APPLE「ダンスホール」
- マカロニえんぴつ「なんでもないよ、」
- BE:FIRST「Bye-Good-Bye」
- SEKAI NO OWARI「Habit」

### 最優秀新人賞
- 田中あいみ

### 新人賞（最優秀新人賞ノミネート）
- 石川花
- OCHA NORMA
- 田中あいみ
- Tani Yuuki

### 最優秀歌唱賞
- 三浦大知

### 特別賞
- Ado
- Aimer
- 男闘呼組
- King Gnu
- Kep1er
- DA PUMP
- ゆず

### 日本作曲家協会選奨
- 藤井香愛

### 特別顕彰
- 石川さゆり
- 天童よしみ
- 松任谷由実

### 特別功労賞
- 新井満（作詞家）
- 彩木雅夫（作曲家）
- 西郷輝彦（歌手・俳優）
- 佐々木新一（歌手）
- 新川二朗（歌手）
- 松平直樹（歌手）
- 笠浩二（C-C-B）（ドラマー、ソングライター）

### 特別国際音楽賞
- SEVENTEEN